# Erebia wanga
Erebia wanga är en fjärilsart som beskrevs av Bremer 1864. Erebia wanga ingår i släktet Erebia och familjen praktfjärilar. Inga underarter finns listade i Catalogue of Life.